# Killing Season (Album)
Killing Season ist das fünfte Studioalbum der US-amerikanischen Thrash-Metal-Band Death Angel. Es wurde am 26. Februar 2008 bei Nuclear Blast veröffentlicht. Das Album erschien auch als Digipak-Version mit einer zusätzlichen DVD Death Angel Live in La Laiterie Strasbourg, France April 17th 2003.

## Entstehung und Stil
Auf dem Album spielt die Band meist schnellen Thrash Metal, der mit einigen ruhigen und teils akustischen Einsprengseln und Intros wie bei Lord of Hate oder Resurrection Machine aufgelockert wird. Die Band buchte den bekannten Produzenten Nick Raskulinecz, der das Album im Studio 606 in Northridge, Kalifornien, von September bis Dezember 2007 aufnahm und mischte. Gitarrist Rob Cavestany fungierte als Co-Produzent. Das Cover, das auch in Posterform beiliegt, wurde von Kris Kuksi gestaltet. Schlagzeuger Andy Galeon sagte im August 2006:

„Worüber wir bisher gesprochen haben, wir wollen nur wirklich schreiben, worauf wir gerade wirklich stehen. Nicht so, dass wir das nie tun, aber wir wollen uns wirklich darauf konzentrieren, was uns glücklich macht und nicht was die Leute in der Szene denken werden. Bei The Art of Dying gab es Druck innerhalb der Band und von unserer Fangemeinde zu dem, was sie von uns erwartet hatten. Also haben wir dieses Album geschrieben und waren nicht so frei im Geiste, wie wir es gerne gewesen wären. Bei der nächsten CD spielt es keine Rolle, was andere denken. Solange wir denken, dass es cool ist, das ist die Haltung, die wir einnehmen wollen. Es wird trotzdem heavy sein; es wird wie ein Death-Angel-Album klingen. Ich denke, es wird so sein, aber nicht wie Frolic klingen, sondern die Haltung von Frolic haben. Wir haben dieses Album geschrieben, unabhängig davon, was die Leute denken und was wir wollten. Es schien immer dieses obskure Album zu sein. Wir haben uns die Zeit bis zum Äußersten genommen und geschrieben, was wir schreiben wollten, und es war uns egal.“

## Rezeption

### Rezensionen
AllMusic.com gab dem Album 3,5 von fünf Sternen. Eduard Rivadavia schrieb, dass „Killing Season, like the group’s 2004 comeback, The Art of Dying, is a thoroughly modern heavy metal album, with selected hallmarks of old-school thrash (and a few other musical styles) seamlessly woven together under the watchful eye of highly successful mainstream producer Nick Raskulinecz (Foo Fighters, Velvet Revolver, Rush, etc.).“

### Charts und Chartplatzierungen
Das Album stieg auf Platz 59 in die deutschen Albumcharts ein, es war das erste Album der Band, das sich in den deutschen Charts platzieren konnte.
| ChartsChartplatzierungen | Höchstplatzierung | Wochen |
| ------------------------ | ----------------- | ------ |
| Deutschland (GfK)        | 59 (1 Wo.)        | 1      |

## Titelliste
Alle Titel wurden von Andy Galeon, Rob Cavestany, Mark Osegueda und Dennis Pepa geschrieben.
| Nr. | Titel                | Länge |
| --- | -------------------- | ----- |
| 1.  | Lord of Hate         | 4:23  |
| 2.  | Sonic Beatdown       | 3:29  |
| 3.  | Dethroned            | 4:04  |
| 4.  | Carnival Justice     | 3:09  |
| 5.  | Buried Alive         | 4:28  |
| 6.  | Soulless             | 5:07  |
| 7.  | The Noose            | 3:36  |
| 8.  | When Worlds Collide  | 4:24  |
| 9.  | God vs God           | 4:42  |
| 10. | Steal the Crown      | 2:57  |
| 11. | Resurrection Machine | 6:59  |